# 巴金河畔站
巴金河畔站（英語：Barking Riverside railway station）是一個位於英國倫敦巴金和達格納姆區巴金的鐵路車站，服務巴金河畔重建地區，於2022年7月18日啟用。此站是倫敦地上鐵福音橡至巴金線3.27億英鎊的延線計劃。該站可步行前往巴金河畔碼頭轉乘泰晤士Clippers渡輪服務。
延線部分始於巴金站沿倫敦、提伯利及紹森德線而行，由c2c營運，全長1.5（0.93英里）的新軌道鋪設至新車站。此線將由巴金前往此地區一帶所需時間減少了18分鐘。

## 外部連結
- 列车时刻表及车站信息：巴金河畔站，来自英国铁路官方网站
- Official project page: . Transport for London.   [2 May 2017]. （原始内容存档于11 August 2016） （英语）.
- (PDF). （原始内容 (PDF)存档于23 November 2018）.